# Govindgarh (ort i Indien, Rajasthan, Ajmer)
Govindgarh är en ort i Indien.   Den ligger i distriktet Ajmer och delstaten Rajasthan, i den nordvästra delen av landet, 400 km sydväst om huvudstaden New Delhi. Govindgarh ligger 397 meter över havet och antalet invånare är 11 552.
Terrängen runt Govindgarh är platt, och sluttar västerut. Runt Govindgarh är det ganska tätbefolkat, med 155 invånare per kvadratkilometer. Närmaste större samhälle är Pushkar, 17,4 km öster om Govindgarh. Trakten runt Govindgarh består till största delen av jordbruksmark.